# Convento da Boa Hora
A Igreja e o antigo Convento de Nossa Senhora da Boa Hora está situada em Lisboa, na freguesia da Ajuda, sendo atualmente também conhecida por Igreja da Boa-Hora, Igreja de Nossa Senhora da Ajuda e Igreja Paroquial da Ajuda. O Convento e a Igreja foram construídos no séc. XVIII, após o terramoto de 1755, ficando situado no Largo da Boa-Hora (Lisboa). O plano da obra foi elaborado por Eugénio dos Santos e segue a linha da arquitetura religiosa Pombalina, com um estilo mais sóbrio.
Em 1834, com a extinção das ordens religiosas, o convento foi desocupado e em 1892 instalaram no local o Hospital Militar de Belém.
A Igreja do convento passou nesta época a Igreja Paroquial de Nossa Senhora da Ajuda e foi extensamente remodelada nos anos 70 do século XIX. Trata-se de uma Igreja de apenas uma nave, decorada com tetos pintados e painéis de azulejo, estes últimos representam cenas da vida de Santo Agostinho assim como os quatro Evangelistas.

## História
A Igreja faz parte de um complexo conventual fundado, em 1758, sobre um antigo convento de frades dominicanos e entregue à Ordem dos Agostinhos Descalços. O antigo Convento da Boa Hora é um edifício barroco, com uma fachada principal harmoniosa e de grande impacto urbanístico. As obras fundamentais decorreram na 2ª metade do séc. XVIII, de acordo com um plano de Eugénio dos Santos, traduzindo uma arquitectura religiosa pombalina. Após a extinção das Ordens Religiosas, em 1834, o antigo convento foi adaptado a outras funções, acolhendo desde 1892 o Hospital Militar, enquanto que a igreja passou a Paroquial da freguesia de Nossa Senhora da Ajuda, tendo sido praticamente reconstruída na década de 70 do séc. XIX. 

## Arquitectura
Este complexo conventual apresenta planta quadrada, definida pela articulação de três alas rectangulares com o corpo da igreja em torno do claustro, a fechar o quadrado. A igreja, de planta rectangular, apresenta nave única para a qual abrem capelas laterais e a capela-mor. A sua fachada principal, estruturada em dois níveis, surge verticalmente dividida por pilastras lisas em cinco panos murários, com torre sineira adossada e encimada por cruz. Tem acesso por uma escadaria monumental que ocupa o espaço público que lhe é fronteiro, interrompendo o passeio adjacente ao plano de fachada do quarteirão. Permite a ligação do nível da rua aos três arcos de entrada na galilé subindo mais de 2m. A zona central, ao nível do piso térreo é assim sobrelevada, enquanto que o segundo piso surge rasgado por três janelões rectangulares. O coroamento é feito por painel quadrangular exibindo emblema mariano, ladeado por aletas e rematado por frontão triangular. 
No interior da igreja destacam-se painéis de azulejos historiados com cenas da vida de Santo Agostinho, telas pintadas de temática religiosa atribuídas a Bento Coelho de Oliveira e a Botovi e, ainda, várias imagens. As antigas dependências conventuais estendem-se contiguamente à igreja, para Este, organizadas em dois níveis animados pela abertura de janelas rectangulares de emolduramento simples. Tanto a igreja como o antigo convento encontram-se classificados como Monumento de Interesse Público.